# U.S. Route 131
U.S. Route 131 is een U.S. Route. De weg is een aftakking van U.S. Route 31 en heeft een lengte van 429,41 km. De weg loopt van Middlebury, IN naar Petoskey, MI. De weg loopt door de staten Indiana en Michigan.
1 ·
2 ·
3 ·
4 ·
5 ·
6 ·
7 ·
8 ·
9 ·
10 ·
11 ·
12 ·
13 ·
14 ·
15 ·
16 ·
17 ·
18 ·
19 ·
20 ·
21 ·
22 ·
23 ·
24 ·
25 ·
26 ·
27 ·
28 ·
29 ·
30 ·
31 ·
32 ·
33 ·
34 ·
35 ·
36 ·
37 ·
38 ·
39 ·
40 ·
41 ·
42 ·
43 ·
44 ·
45 ·
46 ·
48 ·
49 ·
50 ·
51 ·
52 ·
53 ·
54 ·
55 ·
56 ·
57 ·
58 ·
59 ·
60 ·
61 ·
62 ·
63 ·
64 ·
65 ·
66 ·
67 ·
68 ·
69 ·
70 ·
71 ·
72 ·
73 ·
74 ·
75 ·
76 ·
77 ·
78 ·
79 ·
80 ·
81 ·
82 ·
83 ·
84 ·
85 ·
87 ·
89 ·
90 ·
91 ·
92 ·
93 ·
94 ·
95 ·
96 ·
97 ·
98 ·
99 ·
101 ·
131 ·
163 ·
199 ·
340 ·
400 ·
412 ·
425